# 实心袋属
实心袋属（学名：Allantoparmelia）为梅衣科的一个属。

## 下属物种
本属包括以下物种：
- 实心袋 Allantoparmelia almquistii (Vain.) Essl.
- 高山实心袋 Allantoparmelia alpicola (Th.Fr.) Essl.
- 西伯利亚实心袋 Allantoparmelia sibirica (Zahlbr.) Essl.